# 렌나르트 요한손
렌나르트 요한손 (Lennart Johansson, 1929년 11월 5일, 스톡홀름 ~ 2019년 6월 4일) 은 유럽 축구 연맹 (UEFA)의 5대 회장으로, 현재 역대 최장기간을 재임안 회장이다. 그는 1990년에 몰타에서 있었던, 유럽 축구 협회 회의 당시 취임한 후 2007년까지 임기를 맡았다. 그는 그의 고향을 연고로 하는 밴디 팀인 AIK 밴디 (AIK Bandy)의 리더였었다. 요한손은 이후, 스웨덴 축구 협회의 행정직을 거쳐, 1984년부터 1991년까지는 자국의 축구 협회 회장직에 재임하였다. 요한손은 UEFA 챔피언스리그를 출범시키고, UEFA 유로 1992를 그의 조국 스웨덴이 유치하는 데 큰 공을 세운 인물이다. 요한손은 그의 후임 유럽 축구 연맹 회장인 미셸 플라티니로부터 2007년 1월에 뒤셀도르프에서 거행된 회의에서 명예 회장으로 명명되었다.
그는 현재 밴디 협회의 회장으로, 밴디를 올림픽 정식 종목으로 채택시키기 위해 노력하고 있다.